# 孟克乌力吉
孟克乌力吉（1870年—1949年6月），蒙古族，清末內札薩克蒙古伊克昭盟鄂爾多斯右翼前旗（今內蒙古自治區烏審旗）图克人。中华民国大陆时期鄂尔多斯军政人物，曾任内蒙古人民革命党中央委员长。

## 生平
孟克乌力吉早年历任旗衙门笔帖式、白通达（拜唐阿，汉名为“执事人”）、梅林章京等职务。1920年起，孟克乌力吉支持席尼喇嘛领导的“独贵龙”运动，历任内蒙古人民革命军第12团秘书长、副团长。试图通过武装斗争推翻王公统治，建立乌审旗公众委员会。1927年8月，孟克乌力吉作为乌审旗的代表出席了在蒙古人民共和国首都乌兰巴托召开的内蒙古人民革命党特别会议，并当选为内蒙古人民革命党中央委员会委员长。1927年冬，孟克乌力吉途经阿拉善时被扣留，并关押于内蒙古人民革命党右派宁夏总部，经准格尔旗的奇子俊营救才免遭不测。
1929年2月，席尼喇嘛遇害之后，孟克乌力吉接任内蒙古人民革命军第12团团长，并将第12团改为“乌审旗巡防骑兵团”，将“公众会”改为总部。1931年，绥远省政府任命孟克乌力吉为乌审旗旗务帮办，自此，孟克乌力吉掌握了乌审旗的军政权力，并控制了原扎萨克特古斯阿木古朗（人称“特王”）。1935年3月，绥远省政府解除了孟克乌力吉的全部职务。1936年5月，中共中央领导人毛泽东致信孟克乌力吉，阐述了中国共产党对蒙古民族的各项政策主张。
1937年，孟克乌力吉投靠日本控制的伊克昭盟公署，获任命为乌审旗常驻伊克昭盟政府代表。后来，孟克乌力吉又出任蒙疆联合自治政府参事。其间，孟克乌力吉编著了《蒙语根词·变义词·词汇集》。1945年日本投降后，孟克乌力吉回到乌审旗，担任乌审旗政府秘书长。
1949年6月，孟克乌力吉病逝。